# Пионерский (Камчатский край)
Пионе́рский — посёлок в Елизовском районе Камчатского края России. Административный центр Пионерского сельского поселения.

## География
Посёлок находится на расстоянии 18 км к юго-востоку от города Елизово, административного центра района.

## История
Поселок основан после 1920 года. В 1984 году была открыта средняя школа, которую в настоящее время посещают и учащиеся из близлежащих посёлков.

## Население
| 2002  | 2010  | 2012  | 2013  | 2015  | 2016  | 2018  |
| ----- | ----- | ----- | ----- | ----- | ----- | ----- |
| 2685  | ↗2782 | ↗2799 | ↗2842 | ↗2855 | ↘2829 | ↘2796 |
| 2020  |       |       |       |       |       |       |
| ↘2784 |       |       |       |       |       |       |

## Улицы
| - ул. Виталия Бонивура, - ул. Галилея, - ул. Дачная, - ул. Зелёная, | - ул. Крутобереговая, - ул. Лесная, - ул. Николая Коляды, - ул. Партизанская, | - ул. Пионерская, - ул. Садовая, - ул. Таёжная, - ул. Янтарная. |

## Экономика
На территории посёлка с 1960 года работает крупнейшее в Камчатском крае муниципальное унитарное сельскохозяйственное предприятие «Пионерское», которое занимается производством яиц и мяса птицы.

## Инфраструктура
Застройка преимущественно из 5-этажных жилых домов. В центре посёлка сосредоточены административные учреждения, общественные здания и организации.